# ترشنبه
تُرشنبه روستایی از توابع بخش چهاردانگه شهرستان اسلامشهر در استان تهران است.

## جمعیت
این روستا در دهستان فیروزبهرام قرار دارد و براساس سرشماری مرکز آمار ایران در سال ۱۳۹۵، جمعیت آن ۹۰ نفر (۲۷ خانوار) بوده‌است.